# Monte Arco
Il Monte Arco è un rilievo dell'isola d'Elba.

## Descrizione
Situato nel settore centro-orientale dell'isola, nel comprensorio di Porto Azzurro, raggiunge un'altezza di 278 metri sul livello del mare.
Il toponimo, attestato nel 1840 nella forma Montarco, è di etimologia incerta; non è da escludere un possibile riferimento a caratteristiche orografiche del rilievo stesso, come pure una derivazione dal latino arx, «fortezza d'altura».
Nel 1576 Tommaso Porcacchi scrisse in L'isole più famose del mondo che «havvi un altro monte detto d'Arco (...) dove si cavano molti marmi; et alle radici d'esso è la miniera del solfo e quella del vetriolo».